# Émile Boutroux
Étienne Émile Marie Boutroux (Montrouge, 28 juli 1845 - Parijs, 22 november 1921) was een Frans filosoof, die zich vooral bezighield met wetenschapsfilosofie en godsdienstfilosofie. Hij was een felle tegenstander van het materialisme en bepleitte een vorm van spiritualisme waarin wetenschap en religie compatibel met elkaar waren. Boutroux is vooral bekend omwille van zijn proefschrift De la Contingence des Lois de la Nature (1874) waarin hij een vorm van conventionalisme omtrent natuurwetten bepleitte.
Boutroux werd in 1912 verkozen tot lid van de Académie française. Hij was getrouwd met Aline Poincaré, de zus van Henri Poincaré. Hun zoon, Pierre Boutroux werd zelf ook een bekend wiskundige en wetenschapshistoricus.